# Intolérance au tréhalose
 (décembre 2015).
Si vous disposez d'ouvrages ou d'articles de référence ou si vous connaissez des sites web de qualité traitant du thème abordé ici, merci de compléter l'article en donnant les références utiles à sa vérifiabilité et en les liant à la section « Notes et références ».
Le tréhalose n'existe pratiquement que dans les champignons et l'on a pu décrire quelques cas d'intolérance après ingestion de grandes quantités de champignons frais.